# Рижов Сергій Станіславович
Сергій Станіславович Рижов — полковник ЗСУ, командир 43-ї механізованої бригади.

## Життєпис
23 травня 2018 під час урочистостей з нагоди сторіччя створення морської піхоти України в Миколаєві Петро Порошенко вручив Сергію Рижову орден «За мужність». Служив начальником розвідки 36 ОБрМП.
28 лютого 2022 під командуванням майора Сергія Рижова був сформований 2 окремий стрілецький батальйон (далі - 2 осб) з добровольців Волинської області та інших регіонів України. Під його командуванням 2 осб пройшов бойовий шлях по захисту території України від зброєнної агресії рф в Донецькій та Запорізькій областях.
У 2024-му році призначений командиром 43-ї окремої механізованої бригади .

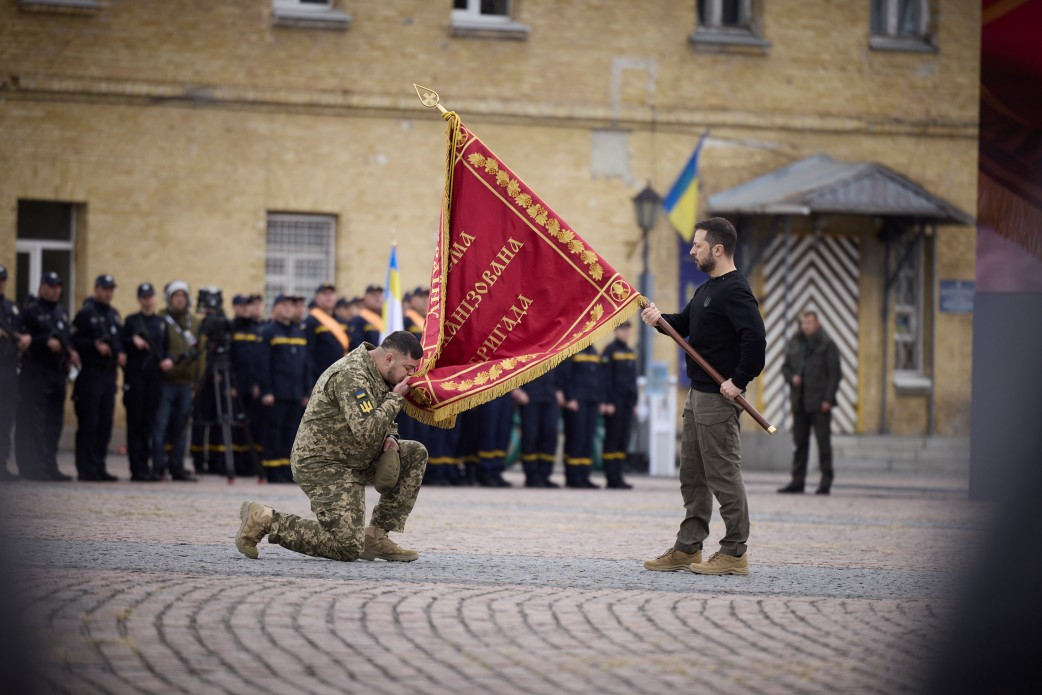
Командир 43 омбр полковник Сергій Рижов отримує бойовий прапор бригади

## Нагороди
- Указом Президента України № 144/2018 нагороджений орденом «За мужність» ІІІ ступеня[3]